# John Foster (regista)
John Foster (27 novembre 1886 – 16 febbraio 1959) è stato un regista e fumettista statunitense.
È stato regista di oltre un centinaio di film, tra cui Tom & Jerry prodotto dalla Van Beuren Studios ed il cartone animato "Dinner Time" del 1928.

## Filmografia
- Cani pattinatori (Snow Time) (1930)